# Josip Kukec
Josip Kukec, slovenski domoljub, član organizacije TIGR,  * 27. februar 1894, Postojna,  † 2. september 1930 (?).
Rodil se je očetu kmetu Vincencu in materi Ani (rojena Petrič). Leta 1915 je bil vpoklican v avstrijsko vojsko, po vrnitvi iz vojne 1918 je propagiral zbiranje orožja in boj proti italijanski zasedbi Notranjske, ter se ves posvetil borbi proti fašizmu. Kukca je fašistična policija neprestano zasledovala, zato je pobegnil v Jugoslavijo, tam spoznal mnogo ubežnikov in se s tovariši pogosto vračal v Postojno in v Pivko, napadal fašistične ovaduhe, zbiral podatke o fašističnih nasiljih, vojaških objektih in oboroženih silah. Imel je več sodelavcev v Jugoslaviji, v Pivki in drugih krajih. Močno oborožen je leta 1928 in 1929 z Jelinčičem in Černačem križaril po Primorski, ker pa se glede akcij kmalu niso več strinjali, je Kukec sodelovanje z njima prekinil. Sodeloval je tudi z ljudmi, ki so bili kasneje pobiti v bazoviških pokolih. Okoliščine njegove smrti niso čisto znane in se v podrobnostih razlikujejo. Ustreljen je bil 2. septembra 1930, ko naj bi padel v italijansko zasedo pri prečkanju državne meje z Jugoslavijo.